# Rafting
Cet article concerne le sport. Pour le phénomène de dispersion écologique nommé rafting, voir Dispersion biologique par radeau de végétation.
Le rafting,, (de l'anglais to raft « traverser, descendre (un fleuve) en radeau »), ou le raft (abréviation familière), est une activité de loisir ou un sport qui consiste à descendre des sections de rivière à rapides dans un radeau pneumatique (inflatable raft) manié soit à la pagaie par plusieurs équipiers (rafters), soit à l'aviron par un seul individu, ou même exceptionnellement à l'aide de moteurs sur de très grosses rivières. 
En eau vive (aérée), on pratique le radeau en eau vive (white-water rafting).

## Histoire

### Origines

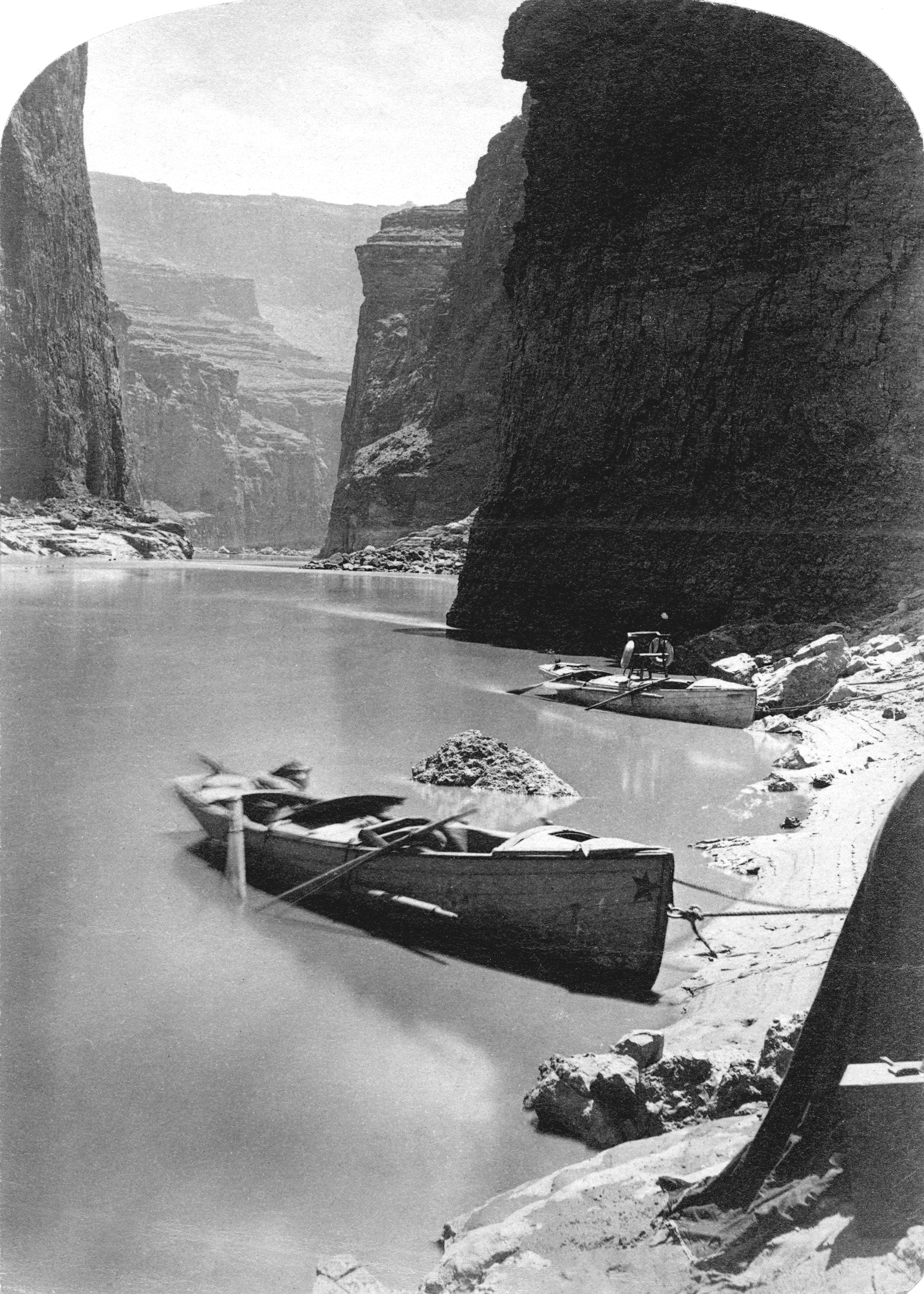
Canots à Marble Canyon lors de l'expédition de John Wesley Powell en 1872.

L'origine du rafting est communément rattachée aux pratiques utilitaires de descente des fleuves à rapides de l'Ouest américain : exploration, transport de personnes et marchandises (commerce, équipement pour mineurs). 
Les rivières peu tumulteuses pouvaient être descendues sur un radeau confectionné avec des rondins et morceaux de bois, mais la rigidité de ce type d'embarcation rend la descente de rapides très dangereuse. Les peuples autochtones nord-américains vivant près des rivières de l'Ouest utilisaient des pirogues ou des bull boats, mais sur des rivières relativement calmes.
En 1811, un groupe de trappeurs tente sans succès de descendre  sur un radeau en bois la Snake River dans le Wyoming. 
En 1869 et 1872, John Wesley Powell explore les canyons et les rapides du Green River et du Colorado, sur un canot ponté en bois à avirons. 
En Idaho, des colons descendent la rivière Salmon sur des pontons en bois.
En 1842, l'explorateur John Charles Frémont et un assistant créent un canot en caoutchouc pour descendre la rivière Platte ; cette embarcation est parfois considérée comme l'ancêtre des radeaux pneumatiques modernes.
Le rafting en eau vive apparait aussi au moment où la promenade en canoë devient un loisir répandu, au Canada et dans l'Est des États-Unis (voir article).[réf. nécessaire]

### Pratique de loisir en eau vive

Le Président Carter et sa famille pratiquant le rafting sur la Salmon River, 1978.

L'une des premières descentes en eau vive avec un but récréatif est peut-être l'expédition de Norm Neville et son épouse en 1934 sur la rivière San Juan (Utah). À partir de 1938, Neville proposa des excursions payantes dans le Grand Canyon du fleuve Colorado.
En 1939, Amos Berg descend la rivière Salmon (Idaho) avec une embarcation pneumatique puis il organisa des expéditions payantes.
Peu à peu des descentes en eau vive sont proposées aux touristes et aventuriers sur différentes rivières des États-Unis.
À partir des années 1950, les surplus militaires mettent sur le marché de nombreuses embarcations pneumatiques issues de la Seconde Guerre mondiale (1939-1945) ou de la guerre de Corée (1950-1953) : ponton gonflable de débarquement, canot de commando, radeau de sauvetage, etc. Ces embarcations pneumatiques sont remarquées pour leurs qualités en eau vive : capacité d'embarquer de nombreux passagers et du matériel, rebond sur les rochers, facilité de stockage. En quelques années, elles deviennent très populaires en eau vive et dans les expéditions commerciales.
Les premières épreuves de canoë-kayak en eau vive aux Jeux olympiques de 1972 et le film à succès Délivrance (1972) ont médiatisé le loisir de la descente de rivière auprès du grand public et ont été bénéfiques à la promotion du rafting,. Sur différentes rivières, une multitude d'entreprises commerciales proposent à partir des années 1970 des sorties à la journée ou des expéditions itinérantes de plusieurs jours (canot-camping) pour les touristes ; ils sont presque les seuls pratiquants d'eau vive à cette époque. Les décennies suivantes, les pratiquants privés (sportifs) deviennent majoritaires sur les rivières, avec notamment le succès du kayak moderne en eau vive.
Par souci de protection de l'environnement, des mesures de régulation de la descente de rivière ont été progressivement mises en place aux États-Unis à partir des années 1970. Ainsi des permis d'accès sont aujourd'hui nécessaires sur de très nombreuses rivières américaines, pour limiter la fréquentation et les impacts du camping. Les restrictions portent sur les sections autorisées à la descente, les lieux autorisés pour le bivouac, la consommation d'alcool, les feux de camp, le transport des déchets et des excréments. 
Les pratiquants de rafting auraient été 3.8 millions en 2014. Le rafting était le troisième sport de pagaie en 2015, après le kayak et le canoë, suivi du stand up paddle. Si la pratique du rafting a stagné ces dernières années, elle reste en tête pour les descentes de rivière sur plusieurs jours.

### En France

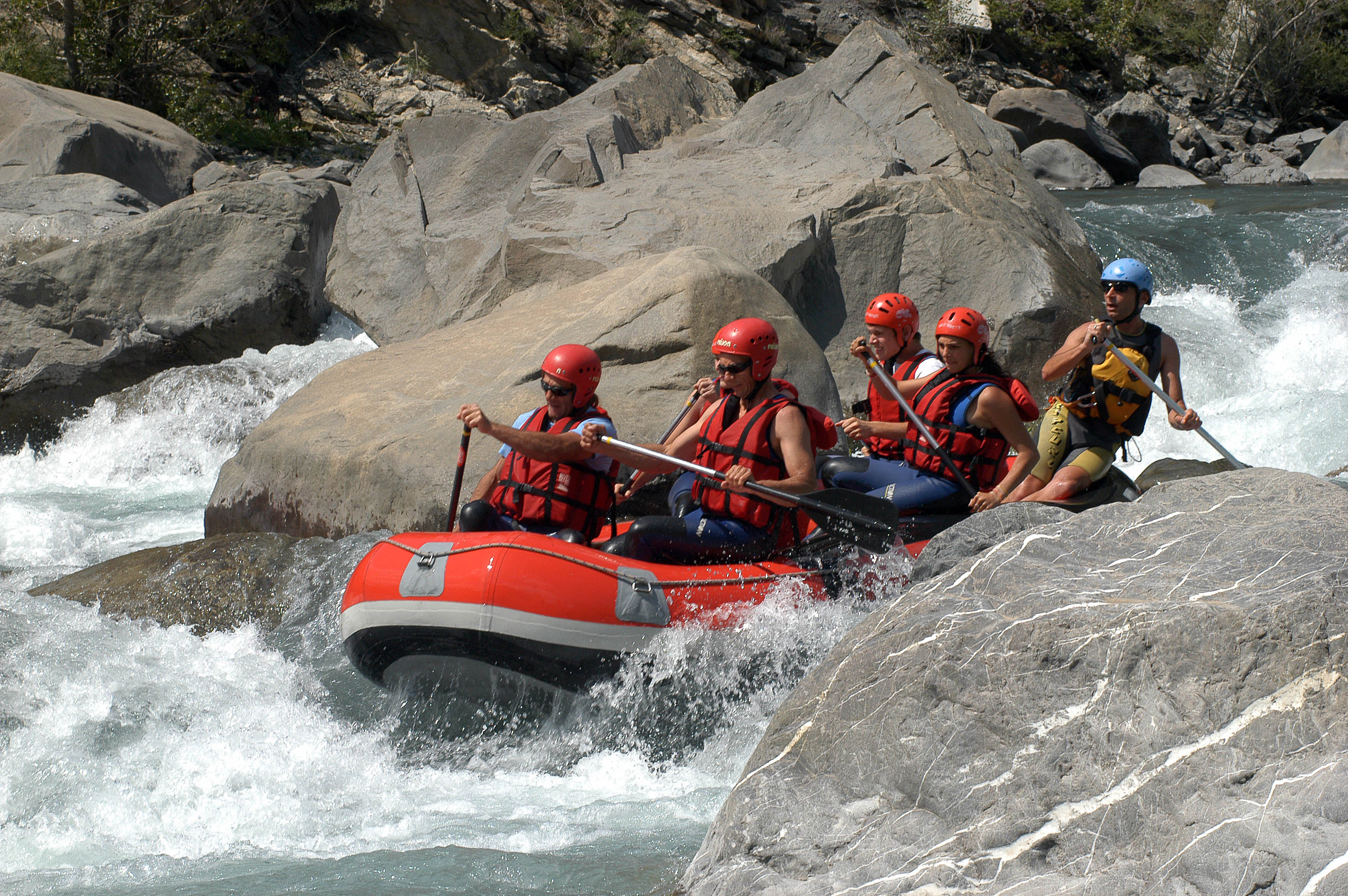
Rafting sur l'Ubaye, 2006.

Le rafting est apparu en France dans les années 1980 ; l'entreprise AN Rafting propose les premières prestations commerciales de rafting en 1984, avec « la descentes de l'Ubaye sur quatre jours en bivouac ». 

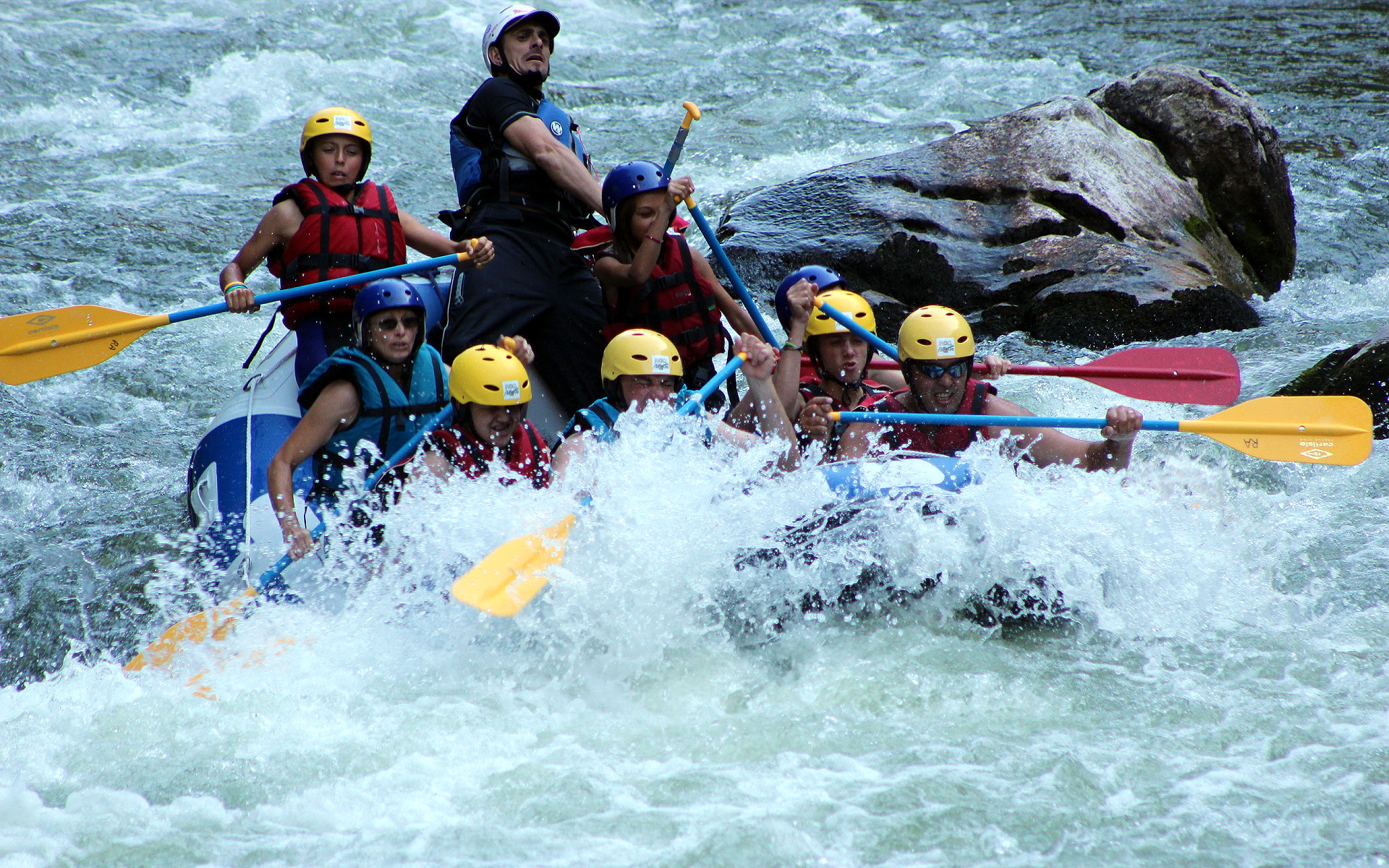
Sur l'Aude dans les Gorges de la Pierre-Lys

Plus accessible que le kayak (jugé plus technique), le rafting attire un public de touristes intéressés par une activité ludique et sportive dans un environnement sauvage. Le rafting crée une importante activité économique estivale (avril-septembre) dans certains villages de montagne (hôtellerie). Les entreprises de rafting se multiplient et l'offre se diversifie peu à peu : se concentrant progressivement sur les sorties à la demi-journée, puis à partir des années 1990 sur la pratique du canoraft (embarcation gonflable pour un ou deux passagers) ou de la nage en eau vive.

#### Terminologie
On trouve, en 1996, sous la plume des universitaires français J. Bethemont et J.G. Wasson, le terme « radelage » employé dans le sens de rafting pratiqué par des sportifs sur la Loire : « C'est [la pêche] également un loisir conflictuel, dans la mesure où l'entente est rarement parfaite entre pêcheurs et sportifs (canoë-kayak, radelage) ou baigneurs (...). ».
Dans son livre En vrai français dans le texte, paru en 1999, Alfred Gilder donne « radelage » comme traduction du franglais rafting.
Selon le linguiste Jean Tournier, les termes « radel », « radeleur » et « radelage » ont été proposés comme substituts respectivement de raft, rafter et rafting mais n'ont pas été retenus.

## Embarcation
Les radeaux pneumatiques conçus pour le rafting sont insubmersibles et très stables, ce qui permet de franchir des rapides inaccessibles à la plupart des embarcations (hormis les canoës, les kayaks ou les hydrospeed). La grande capacité de chargement de ces embarcations permet d'emporter vivres et équipements ou encore de se mesurer en équipe aux rapides.

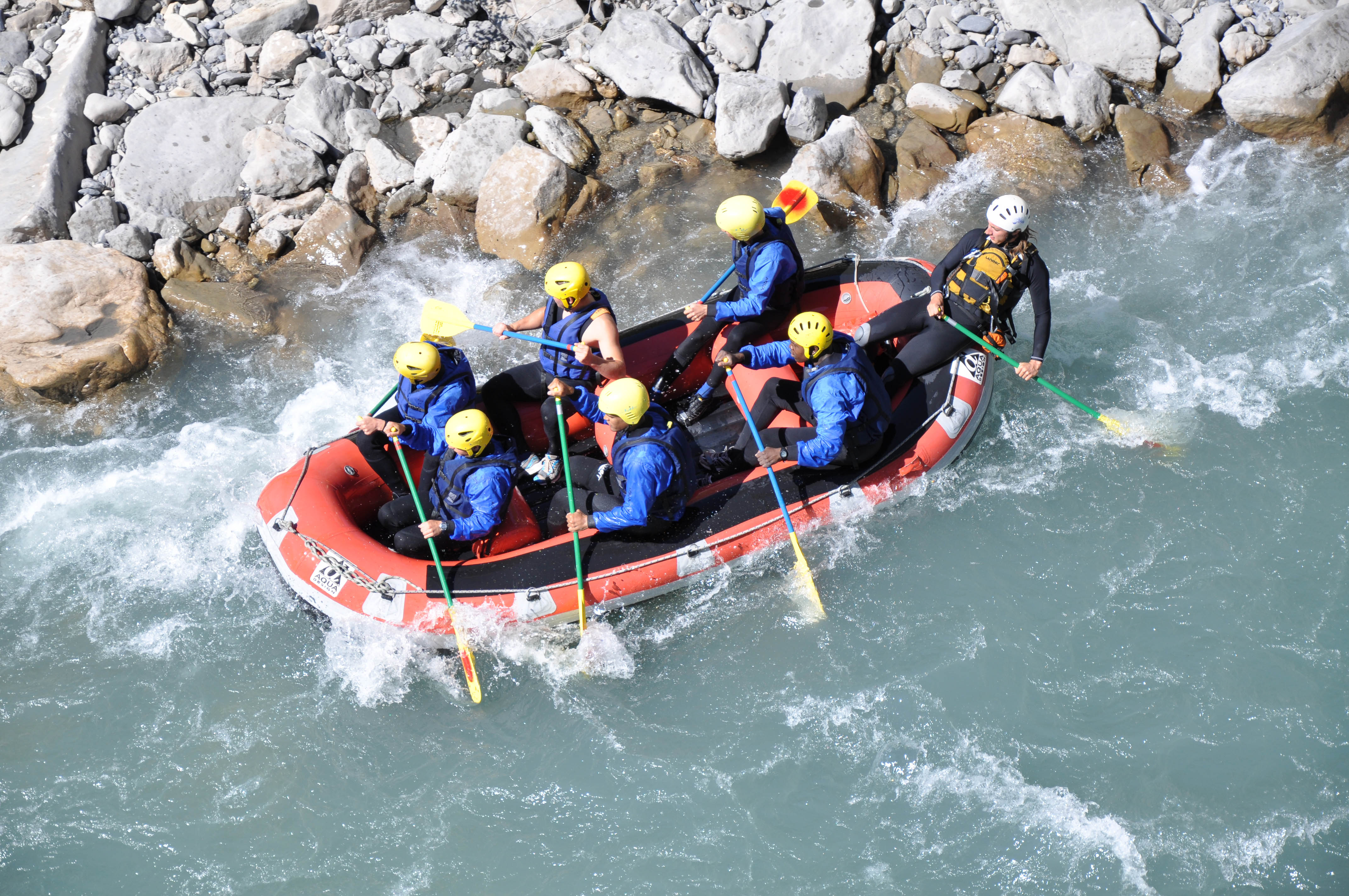
Raft propulsé à la pagaie
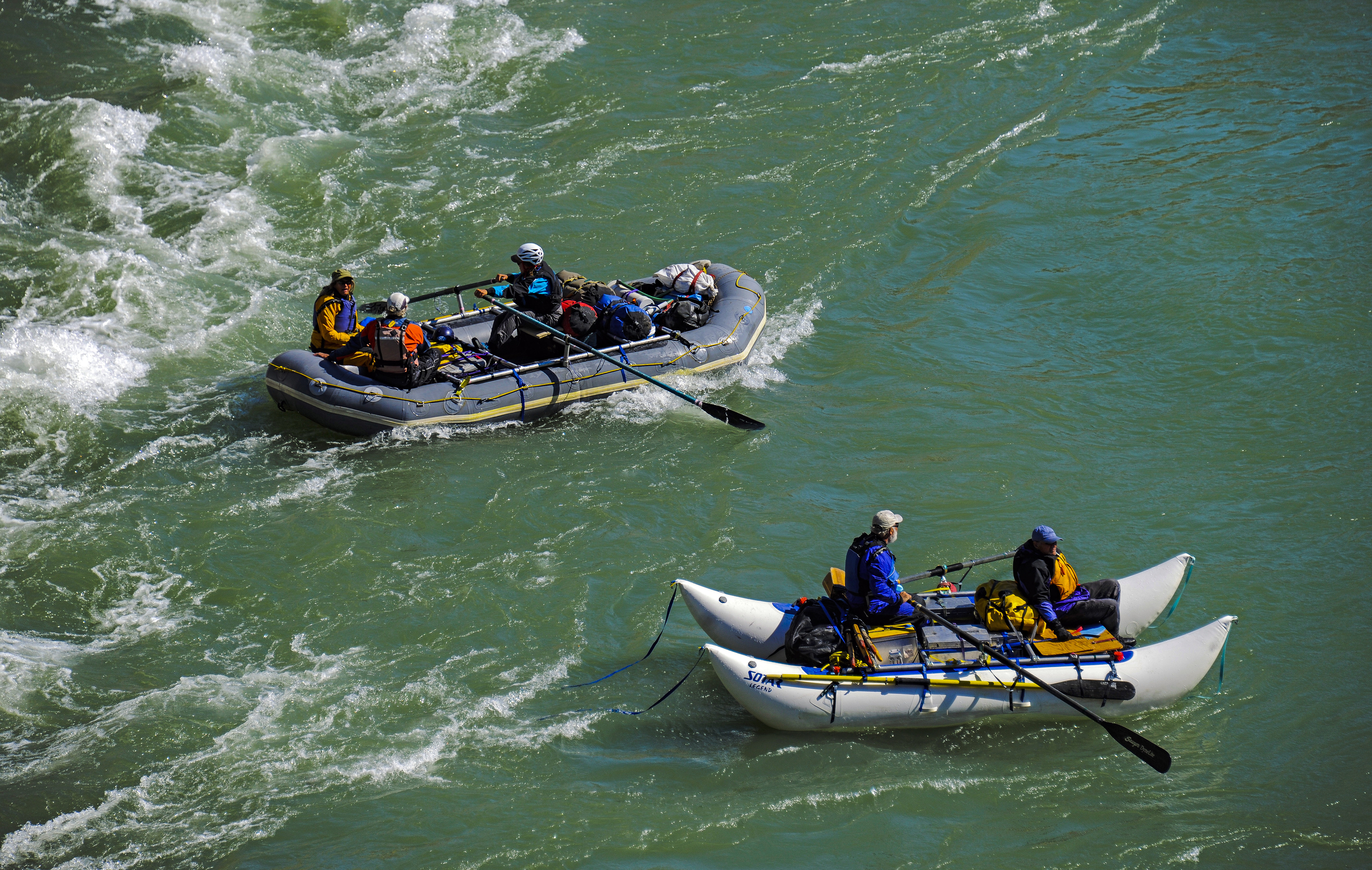
Deux types de rafts à avirons. A droite, un « cataraft ».
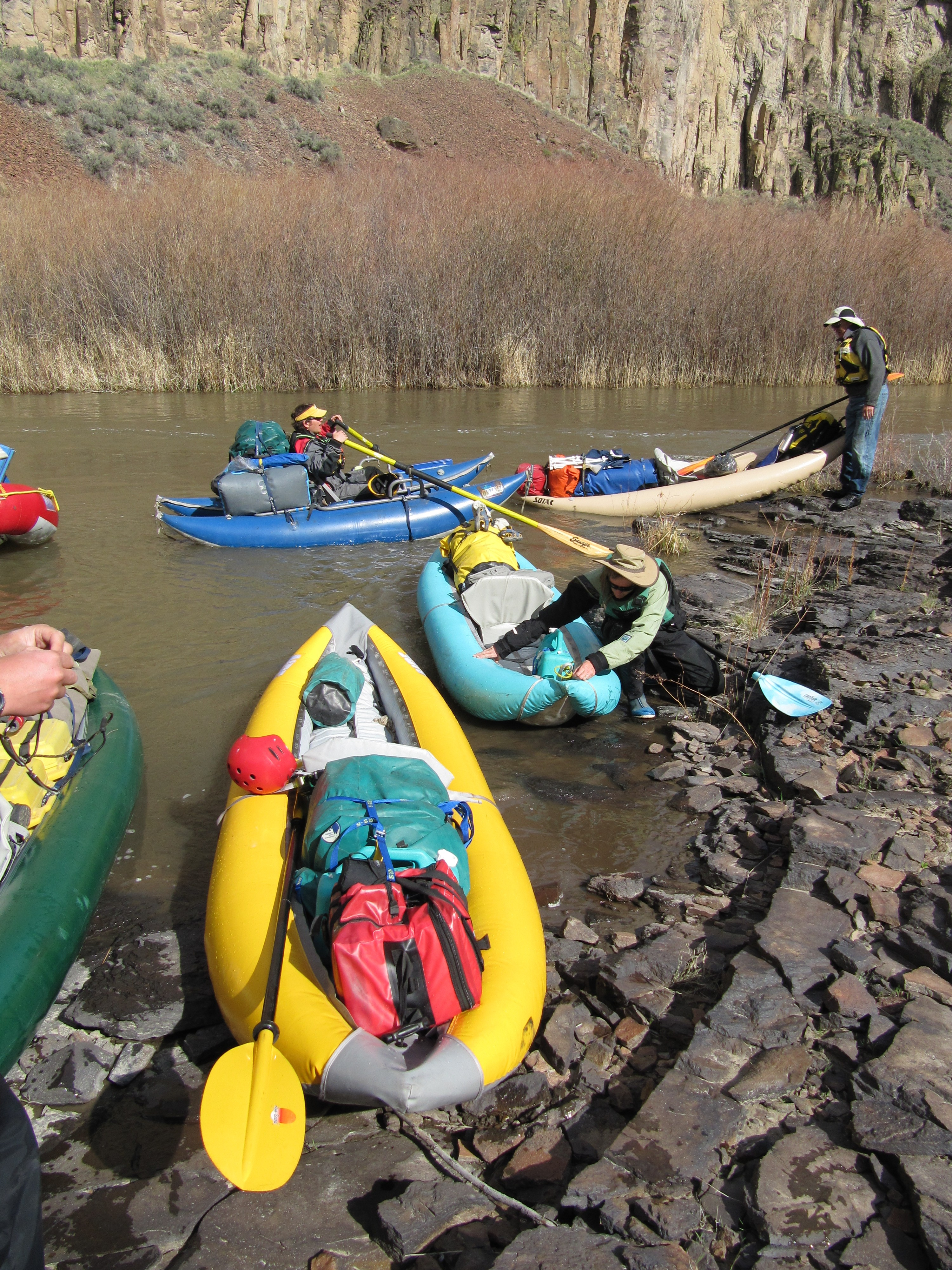
Des mini-rafts (hot-dog, canoë-raft) monoplaces ou biplaces
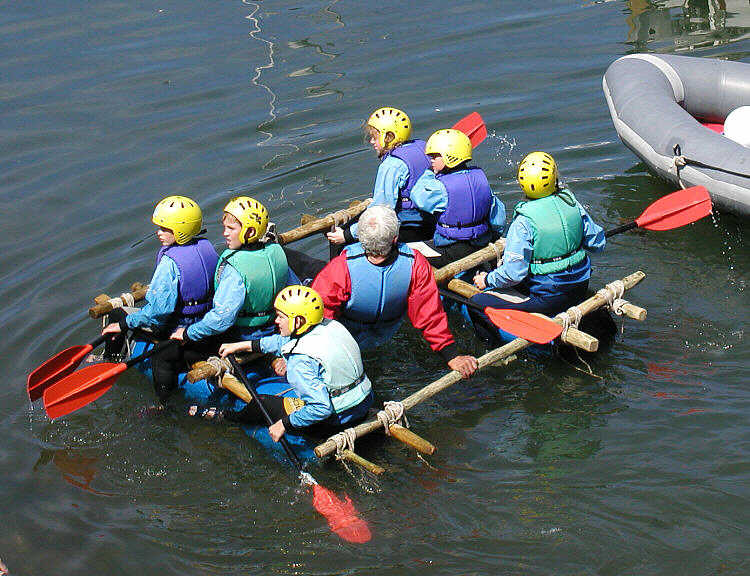
Radeau constitué de bidons et traverses en bois
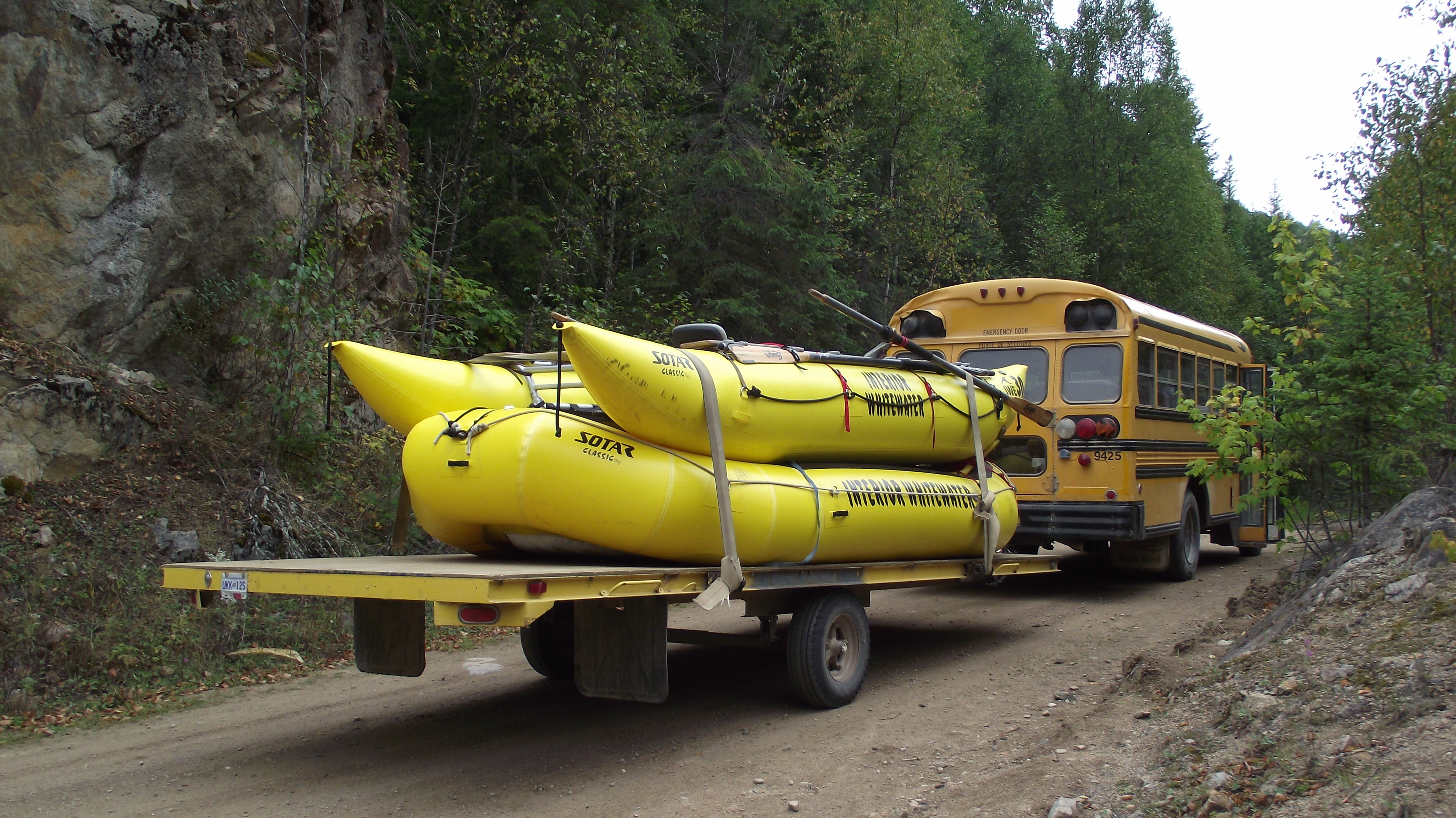
Transports de rafts et équipiers sur route

## Organisations et compétitions
L'International Rafting Federation (IRF), fédération sportive internationale formée en 1997, organise des championnats de radeau pneumatique en eau vive. Les championnats du monde réunissant des équipes de plus de vingt nationalités, se tiennent tous les deux ans sur les plus belles sections de rapides de la planète.